# Detroit (film)
A Detroit 2017-ben bemutatott amerikai bűnügyi filmdráma, melynek rendezője Kathryn Bigelow, forgatókönyvírója Mark Boal. A főszerepekben John Boyega, Will Poulter, Algee Smith, Jacob Latimore, Jason Mitchell, Hannah Murray, Kaitlyn Dever, Jack Reynor, Ben O'Toole, Nathan Davis, Jr., Peyton Alex Smith, Malcolm David Kelley, Joseph David-Jones, John Krasinski és Anthony Mackie látható.
A Detroit a detroiti Fox moziban mutatkozott be 2017. július 26-án, korlátozott kiadása augusztus 4-én volt. Magyarországon DVD-n jelent meg szinkronizálva. A film általánosságban pozitív értékeléseket kapott a kritikusoktól, különös elismerésben részesítették Bigelow rendezését, Boal forgatókönyvét, valamint Boyega, Poulter és Smith alakítását, azonban bevételi szempontból megbukott, mindössze 26 millió dollárt gyűjtött a 34 milliós költségvetésével szemben.

## Háttértörténet
A nagyvándorlás az első világháború előtt kezdődött, és 6 millió afroamerikait késztetett arra, hogy elhagyja a déli gyapotföldet. Érdekelte őket a gyári munka és az északi polgári jogok. A második világháború után kezdődött a fehérek vándorlása a kertvárosokba, kivonván a munkát és a pénzt az egyre inkább szegregálodó városi körzetekből.
A 60-as évekre a faji feszültség forrpontra jutott. Lázadások törtek ki Harlemben, Philadelphiában, Wattsban és Newarkban. Detroitban az afroamerikaiakat néhány túl zsúfolt kerületbe szorították, amelyeket fehér rendőrök felügyeltek különös agresszivitással. Kiderült, hogy az egyenlő jogokat mindenkinek jelszó csak illúzió. Elkerülhetetlen volt a változás. Csak idő kérdése volt, hogy mikor és hogyan.
Miután halálos fenyegetéseket kapott, Melvin Dismukes kiköltözött a kertvárosba és olyan cégek biztonsági őre lett, mint a Sears Roebuck. Azonban a három rendőrt minden vád alol felmentették, és többé nem tértek vissza az aktív szolgálatba. Évekkel később az egyiküket elítélték egy polgári perben. Arra kötelezték, hogy kárpótlást fizessen Audrey Pollard családjának 5000 dollár értékben.
Fred Temple családja beperelte Detroit városát, megegyezés részeként a várost nem marasztalták el.
Carl Cooper start pisztolya sosem került elő. Julie Ann Hysell elhagyta Detroitot, négy gyereket nevel és fodrászként dolgozik. A Dramatics a 70-es években előadott néhány slágert és a mai napig is koncerteznek. Larry Cleveland Reed sosem tért vissza közéjük. A mai napig Detroitban él és egy templomi kórusban énekel.
1967. július 25-én az Algiers Motelban történt gyilkosság körülményeit sosem tisztázták hivatalosan.

## Szereplők
| Szerep                  | Színész              | Magyar hang        |
| ----------------------- | -------------------- | ------------------ |
| Melvin Dismukes         | John Boyega          | Varga Rókus        |
| Philip Krauss           | Will Poulter         | Penke Bence        |
| Larry Reed              | Algee Smith          | Baráth István      |
| Fred Temple             | Jacob Latimore       |                    |
| Carl Cooper             | Jason Mitchell       | Moser Károly       |
| Julie Ann Hysell        | Hannah Murray        | Bogdányi Titanilla |
| Karen Malloy            | Kaitlyn Dever        | Csuha Borbála      |
| Demens                  | Jack Reynor          |                    |
| Flynn                   | Ben O'Toole          | Hamvas Dániel      |
| Aubrey Pollard, Jr.     | Nathan Davis Jr      |                    |
| Lee Forsythe            | Peyton Alex Smith    | Molnár Levente     |
| Michael Clark           | Malcolm David Kelley |                    |
| Morris                  | Joseph David-Jones   |                    |
| Auerbach                | John Krasinski       |                    |
| Karl Greene             | Anthony Mackie       | Papp Dániel        |
| John Conyers            | Laz Alonso           |                    |
| Jimmy                   | Ephraim Sykes        |                    |
| Darryl                  | Leon Thomas III      |                    |
| Aubrey Pollard, Sr.     | Gbenga Akinnagbe     |                    |
| Frank rendőrtiszt       | Chris Chalk          |                    |
| Attorney Lang           | Jeremy Strong        |                    |
| Jack Roberts határtiszt | Austin Hébert        |                    |

## A film készítése
A filmet a tervek szerint 2016 nyarán forgatták, hogy 2017-ben bemutathassák a zavargások 50. évfordulója alkalmából. 2016. június 21-én John Boyega csatlakozott a stábhoz. 2016. augusztus 3-án Jack Reynor, Will Poulter és Ben O'Toole a szereplők köreibe került. 2016. augusztus 4-én Anthony Mackie csatlakozott a filmhez, 2016. augusztus 5-én pedig Jacob Latimore és Algee Smith is.

### Forgatás
2016. július végén arról számoltak be, hogy a film az előző héten megkezdte a forgatást Bostonban. A jeleneteket a massachusettsben található Dedham-i kerületi bíróságon (Dorchester), valamint a massachusettsi Brocktonban forgatták. Ezenkívül 2016 októberében Detroitban is forgattak.

### Poszt-produkció
2017 májusában James Newton Howardot felvették a film zeneszerzőjévé. 2017 júliusában a detroiti rapper, Tee Grizzley kiadott egy dalt "Teetroit" címmel a filmzene részeként. The Roots és Bilal szintén kiadott egy dalt "It Ain't Fair" címmel.

## Bemutató
A Detroit 2017. július 28-án, 10 piacon nyitott limitált kiadásban; New York City, Los Angeles, Chicago, Dallas, Washington DC, Detroit, San Francisco, Houston, Atlanta és Baltimore. Az Annapurna Pictures ezt követően 2017. augusztus 4-én országosan kiadta a filmet, mint első forgalmazó. Az Annapurna kezelte a film észak-amerikai forgalmazását, míg a Metro-Goldwyn-Mayer és az Entertainment One a nemzetközi megjelenéseket.

## Fordítás
- Ez a szócikk részben vagy egészben  a   Detroit (film) című angol Wikipédia-szócikk fordításán alapul.  Az eredeti cikk szerkesztőit annak laptörténete sorolja fel. Ez a jelzés csupán a megfogalmazás eredetét és a szerzői jogokat jelzi, nem szolgál a cikkben szereplő információk forrásmegjelöléseként.